# Phare de Makkaur
Le phare de Makkaur (en norvégien : Makkaur fyr) est un  phare côtier situé sur la péninsule de Varanger, de la commune de Båtsfjord, dans le comté de Finnmark (Norvège).
Il est géré par l'administration côtière norvégienne (en norvégien : Kystverket). Il est classé patrimoine culturel par le Riksantikvaren depuis 1998.

## Histoire
Le phare a été établi en 1928, détruit pendant la Seconde Guerre mondiale , et reconstruit en 1946. La lumière est allumée du 12 août au 24 avril de chaque année, mais elle est éteinte pendant l'été en raison du soleil de minuit. Il y avait une corne de brume qui fut active de 1922 à 1989. Le site n'est accessible que par bateau. Le phare a été automatisé en 2005 et il est équipé d'un Radar Racon émettant la lettre M.

## Description
Le phare  est une tour carrée en béton de 13 mètres de haut, avec une galerie et une lanterne, attenante à une maison de gardiens et d'autres bâtiments techniques. Le phare est peint en blanc et la lanterne est rouge. Il émet, à une hauteur focale de 39 mètres, deux éclats blancs toutes les 20 secondes. Sa portée nominale est de 17,6 milles nautiques (environ 33 km).
Identifiant : ARLHS : NOR-161 ; NF-9665 - Amirauté : L4196 - NGA : 14596 .
|           |
| L'e phare |

|               |
| Plan du phare |

### Lien connexe
- Liste des phares de Norvège